# 彩層
彩層（さいそう、chromosphere）とは、太陽などの恒星の表層部分で、光球の外側、コロナの内側に位置する薄いガスによって形成される層。
太陽の場合、厚さは数千から1万km。彩層の最下層である温度最低層では光球よりやや低温（5778K）で、高度と共に増加してコロナとの境界層（遷移層）付近では1万度ケルビンに達する。彩層では磁場が支配的であり、磁気エネルギーの解放現象である太陽フレアや、プラズマが磁力線によって太陽大気中に保持された紅炎（プロミネンス）が観測される。肉眼では地球上から視認することはできないが、皆既日食発生時や水素の出すHα線フィルターを用いることで観測する事ができる。
また、コロナとの間の領域には遷移層がある。